# Kleefsnedemycena
De Kleefsnedemycena (Mycena vulgaris) is een schimmel behorend tot de familie Mycenaceae. Hij komt voor in naaldbos op, droog, rijk zandgrondnen. Hij leeft saprotroof op naaldenstrooisel. 

## Kenmerken

### Uiterlijke kenmerken
Hoed
De hoed heeft een diameter van 15 tot 20 mm. De vorm is aanvankelijk conisch of parabolisch, soms met een puntige umbo of licht concaaf midden, daarna afgeplat. Het oppervlak is gestreept en semi-transparant. Het oppervlak is in het midden donkerbruin en aan de rand lichtbruin tot grijsbruin.
Lamellen
De lamellen zijn 14-25 in aantal en rijken tot aan de steel. Ze zijn boogvormig, breed aangehecht, geaderd, lichtgrijs tot licht grijsbruin van kleur. Op de lamelsnede zit een aparte, lichtere film.
Steel
De steel heeft een lengte van 20–60 cm en de dikte 1–1,5 mm. De steel is hol in het midden, cilindrisch of iets breder aan de bovenkant, recht of gebogen. Het oppervlak is bovenaan berijpt, onderaan glad. Het is plakkerig of stroperig, bedekt met een afneembaar gelatineus vlies, witachtig aan de bovenkant, grijsbruin tot vrij donkerbruin dieper aan de onderkant. De steelvoet is bedekt met lange, dikke witachtige filamenten.
Vlees
Het vlees is geurloos of licht fruitig en melig.

### Microscopische kenmerken
De basidia meten 22–33 × 6–9,5 µm, knotsvormig, 4 sporen met sterigmata 4,5–5,5 µm lang. De sporen zijn pipetvormig, amyloïde en meten 7–9 × 3,5–5 µm. De cheilocystidia meten 18–35 × 2–4,5 µm. Pleurocystidia zijn afwezig. Dextrinoïde trama. Hyfen in de epidermis van de hoed, 2,5-3,5 µm breed, met cystide-achtige terminale cellen, met veel vertakte uitstulpingen, ingebed in een gelatineuze materie. Hyfen van de corticale laag van de steel, 1,5-3,5 µm breed, glad, ingebed in gelatineuze materie, terminale cellen met dichte uitstulpingen. Gespen komen voor in de hyfen van alle delen van de schimmel.

### Ecologie
Het is een saprotrofe schimmel. Hij groeit in naald- en gemengde bossen, zowel in de laaglanden als in de bergen, tussen mossen en dennennaalden. Vruchtlichamen van zomer tot herfst.

## Verspreiding
De kleefsnedemycena is wijd verspreid in Noord-Amerika (VS, Canada), Europa en Rusland en er wordt ook gerapporteerd dat hij voorkomt in Marokko. 
In Nederland komt de kleefsnedemycena vrij zeldzaam voor. Hij staat op de rode lijst in de categorie 'Ernstig Bedreigd'.